# Ctenophora guttata
Ctenophora guttata là một loài ruồi trong họ Ruồi hạc (Tipulidae). Chúng phân bố ở miền Cổ bắc.
- Tư liệu liên quan tới Ctenophora guttata tại Wikimedia Commons